# Palmas del Socorro (kommun)
Palmas del Socorro är en kommun i Colombia.   Den ligger i departementet Santander, i den centrala delen av landet, 210 km norr om huvudstaden Bogotá. Antalet invånare är 2 443.